# Impostazioni di Windows
Impostazioni o Impostazioni di Windows (note come impostazioni del PC in Windows 8 e 8.1) è un componente di Microsoft Windows introdotto in Windows 8. Consente all'utente di personalizzare e configurare il sistema operativo. Microsoft intende sostituire eventualmente il pannello di controllo esistente.

## Windows 8.x
Su Windows 8, le impostazioni del PC sono progettate come un'area di impostazioni semplificata ottimizzata per l'uso su dispositivi touch. Espone una piccola parte della funzionalità del pannello di controllo su un'interfaccia a schermo intero a due riquadri; inoltre, l'aggiunta di account e la modifica delle immagini degli utenti possono essere effettuate solo dalle impostazioni del PC.
Windows 8.1 ha migliorato questo componente per includere più opzioni che erano in precedenza esclusive per il Pannello di controllo, oltre a fornire più organizzazione e una riprogettazione. Aggiunge anche un piccolo collegamento al "Pannello di controllo" nella parte inferiore del riquadro sinistro per consentire agli utenti di aprire il Pannello di controllo e accedere a ulteriori opzioni.
Le categorie elencate sono:
- PC e dispositivi
- Account
- OneDrive
- Ricerca e app
- Privacy
- Rete
- Tempo e lingua
- Facilità di accesso
- Aggiornamento e recupero
- Attiva Windows (Solo se Windows non è attivato)

## Windows 10 e Windows 11
Su Windows 10 e Windows 11, l'app è stata rinominata "Impostazioni". Include più opzioni che in precedenza erano esclusive per il Pannello di controllo del desktop. Windows Update, che apparteneva al Pannello di controllo prima di Windows 10, ora appartiene esclusivamente alle Impostazioni. Poiché è anche un'app di Windows universale, questa versione di Impostazioni viene utilizzata anche su Windows 10 Mobile per smartphone e tablet. Il 4 ottobre 2015 Brandon LeBlanc di Microsoft ha dichiarato che Impostazioni avrebbe sostituito il pannello di controllo.
L'app Impostazioni di Windows 10 e Windows 11 contiene le seguenti categorie:
- Sistema
- Dispositivi
- Telefono (introdotto in Windows 10 Fall Creators Update)
- Rete e Internet
- Personalizzazione
- App (introdotto in Windows 10 Creators Update)
- Account
- Data/ora e lingua
- Giochi (introdotto nell'aggiornamento dell'anniversario di Windows 10)
- Accessibilità
- Ricerca
- Cortana (introdotto in Windows 10 Fall Creators Update)
- Privacy
- Aggiornamento e sicurezza
- Realtà ibrida (introdotto in Windows 10 Creators Update; appare solo se un dispositivo che soddisfa i requisiti minimi di HoloLens è collegato al PC.)[8]
- Attiva Windows (Solo se Windows non è attivato)

In Windows 11 sono rimaste pressoché uguali le impostazioni, con un restyling profondo del programma in termini di stile e aggiunta di minori opzioni migranti dall'ormai vetusto Pannello di Controllo.